# Balesari (Ngajum)
Balesari is een bestuurslaag in het regentschap Malang van de provincie Oost-Java, Indonesië. Balesari telt 6799 inwoners (volkstelling 2010).